# L'ultima estate di Klingsor
L'ultima estate di Klingsor (Klingsors letzter Sommer, 1920) è un romanzo breve dello scrittore tedesco-svizzero Hermann Hesse. Combina elementi autobiografici e fantastici, e riflette il momento di profonda crisi vissuto dall'autore negli anni venti. Taluni ci vedono anche un riferimento alla figura di Vincent van Gogh.

## Incipit
(Hermann Hesse)

## Trama
Il romanzo, autobiografico, è ambientato in Svizzera, sul lago di Lugano. Il pittore Klingsor è poco più che quarantenne ma ha avuto un'esistenza piena ed appassionata: la sua vita, bruciata da passioni troppo profonde, è prossima alla fine. È estate, quella che sarà l'ultima estate del pittore. Egli vive con intensità ma con irrequietezza le sue ossessioni di sempre: la pittura, la gioia della creazione, l'amicizia, gli amori femminili, l'incanto della natura. Ma il tempo trascorre inesorabile fino all'epilogo finale.

## Edizioni italiane
- L'ultima estate di Klingsor e Klein e Wagner, trad. Barbara Allason, Milano: Sperling & Kupfer, 1931
- L'ultima estate di Klingsor, trad. di Ervino Pocar, in Romanzi, a cura di Maria Pia Crisanaz Palin, prefazione di Claudio Magris, Milano: I Meridiani Mondadori, 1977
- L'ultima estate di Klingsor, trad. di Ervino Pocar, Milano: Oscar Mondadori, 1979
- L'ultima estate di Klingsor, trad. di Mario Specchio, saggio introduttivo e note di Ferruccio Masini, Parma: Guanda, 1977; Milano: TEA, 1988, Parma: Guanda, 2010
- L'ultima estate di Klingsor, trad. Anna Martini Lichtner, Milano: Garzanti, 1988
- L'ultima estate di Klingsor, trad. di Francesca Ricci, in Romanzi brevi, Roma: Newton Compton, 1990
- L'ultima estate di Klingsor, trad. di Francesca Ricci, con una nota di Viviana Finzi Vita, Roma: Newton Compton, 1994
- L'ultima estate di Klingsor (ed. bilingue), trad. di Ervino Pocar, introduzione di Enrico Groppali, Milano: Mondadori, 1992